# Club Juan Aurich
El Club Juan Aurich S. A. és un club de futbol peruà de la ciutat de Chiclayo. Actualment juga a la Segona divisió peruana de futbol.
Va ser fundat el 3 de setembre de 1922 a la província de Ferreñafe a nom de Juan José Aurich Pastor (1867-1935). És el club més representatiu de la ciutat i els seus colors tradicionals són el vermell i el blanc.
Quan va obtenir el seu darrer retorn a la màxima categoria del país, va prendre protagonisme aconseguint el seu primer Títol Nacional el 2011, el Torneig de Promoció i Reserva de 2012 i el Torneig Obertura a la Temporada 2014. Pel que fa a l'àmbit internacional, la IFFHS ho va considerar el millor equip peruà del 2011.

## Història

### Fundació i consolidació
El club va ser fundat el 3 de setembre de 1922 com a Club Deportivo Juan Aurich. El 1930, el Juan Aurich és inscrit en el campionat que es jugava a Chiclayo, i el 1939, sota la conducció de l'entrenador uruguaià Jorge Domenech Quintana, el club va aconseguir per primera vegada el títol de campió de Chiclayo. Durant sis anys seguits va ser un gran animador dels campionats chiclayanos; tot i això, el 1945, per motius aliens a la institució, l'equip es retira de l'ambient esportiu.
Per 1952, es torna a afiliar a la lliga de Chiclayo i Guillermo Aurich Bonilla ja com a president del club decideix fer canvis a la institució començant a rearmar l'equip amb contractacions importants que li van donar pes futbolístic, a fi de ser considerat per jugar el recentment creat Torneig Professional, que comptava amb la participació de clubs de Lima i la Província del Callao; d'aquesta manera va aconseguir reunir un grup de figures futbolístiques com Alexandre “Patrullero” González, Julio Tardío, Marcelino Tello, José Castañeda, Manuel Perinango, Francisco Burga, Juan José Ugaz, Carlos Stucci, entre d'altres.

### La tragèdia del 1953
El diumenge 5 de juliol de 1953, el Juan Aurich es va presentar a l'estadi Mansiche de Trujillo per jugar un partit amistós davant de l'Sport Rambler de Salaverry; matx que va acabar amb victòria aurichista per 1:3, amb gols de Ramírez, Rodrich i Marcelino Tello. Després del partit els integrants de la delegació esportiva conformada per 55 persones (entre futbolistes, comando tècnic, dirigents, familiars, periodistes esportius i seguidors) van abordar el bus que els traslladaria de tornada a Chiclayo; però fatalment en el trajecte va tenir lloc la primera tragèdia que va enlutar l'esport peruà.
A les 8:50 de la nit, en un paratge de la carretera Panamericana Nord conegut com “La cruïlla de la mort”, l'òmnibus que portava al planter auricista va envair la línia fèrria i va ser envestit pel tren d'Ascope en un violent xoc que va causar la mort de 22 persones (8 eren futbolistes) i hi va haver molts ferits de gravetat que van ser atesos als hospitals Belén i Obrero de Trujillo. Entre els morts van estar reconegudes figures de l'època com Alejandro González, qui debutava com a tècnic després d'haver jugat amb èxit a Alianza Lima, Amèrica de Cali de Colòmbia i les seleccions peruanes; a més jugadors com Marcelino Tello, que el 1951 va disputar amb l'Esportiu Municipal la Copa Campions d'Amèrica (avui Copa Libertadores), José Castañeda també exjugador de l'Amèrica de Cali, entre altres notables futbolistes.
La tràgica notícia va copar les primeres planes dels diaris i el Govern de Manuel Odría va decretar duel nacional i va assumir les despeses d'atenció als ferits, taüts i sepelis dels morts. El club es va mantenir inactiu fins al 1962 quan va començar a jugar a la Tercera Divisió de Chiclayo.

### 1967-1983
L'any 1966, es va crear el Torneig Descentralitzat de Futbol, en el qual participarien equips de tot el Perú. L'any següent (1967) es va jugar la primera edició de la Copa Perú (abans de l'inici del Descentralitzat) per promoure equips de l'interior del país. El quadre chiclayano després de moltes rondes de classificació, va accedir a la lligueta final de 6 equips, que es va jugar a Lima i després de guanyar l'últim partit a l'FBC Melgar d'Arequipa per 1:0 (amb gol de Daniel Ruiz, golejador d'aquella lligueta amb 6 gols), va ocupar el 3r lloc i va ascendir al Campionat Descentralitzat d'aquell any. A les seves files estaven importants jugadors de la regió, com Francisco Mendoza, Hernán Castañeda, José Ramos, Augusto Vílchez, Antonio Vallejos, Augusto Gómez, Juan Orbegozo, Percy Vílchez i els piuranos Guillermo Guerrero i Próspero Merino.
Per a la temporada 1968, es van sumar a l'equip el tècnic Vito Andrés Bártoli i reforços importants entre ells l'arquer argentí Antonio Sanguinetto, el defensa Enrique Castrillón, els volants Jorge Charún, Hugo Lobatón i els davanters Nemesio Mosquera, Mario Catalá i Eladio Reyes. El torneig es va prolongar fins al gener de l'any següent (1969) acabant Juan Aurich i Sporting Cristal igualats en puntuació al final del campionat, per la qual cosa es va haver de jugar un partit extra per definir el guanyador del títol; els dirigents chiclayanos van plantejar que aquesta definició s'havia de fer amb partits d'anada i tornada, però les bases estipulaven un sol partit a l'Estadi Nacional. Aquesta trobada es va jugar dimecres 15 de gener de 1969 resultant favorable als cerveceros per 2:1; no obstant això Aurich ja havia fet història en classificar a la Copa Libertadores d'Amèrica, cosa que cap equip fora de Lima i Callao havia aconseguit fins aquell moment. A la Libertadores de 1969, Aurich va estar en un dels grups més ajustats de la història de la copa, en què els quatre equips van empatar en puntuació, a causa d'això es van realitzar partits de desempat on els quadres xilens van avançar relegant a Sporting Cristal i Aurich. En aquest certamen l'estadi Elías Aguirre no va ser habilitat per la Conmebol, per la qual cosa el quadre chiclayano va haver de fer de local a l'Estadi Nacional de Lima. Entre els resultats destaca el triomf d'Aurich a Xile davant la Universitat Catòlica per 1:2, en un abarrotat Estadi Nacional de Santiago i amb gran actuació del porter aurichista Francisco Mendoza.

### 1992-2003
Entre 1992 i 2003 es va fusionar amb el Deportivo Cañaña competint com a Club Social Deportivo Juan Aurich-Cañaña.

### 1996-2004
Una nova reencarnació de Juan Aurich es va formar amb el nom Juan Aurich de Chiclayo poc després que Aurich–Cañaña fos relegat; el seu sobrenom era El Ciclón del Norte. El nou Juan Aurich va aconseguir l'ascens a la Copa Perú de 1997 i va jugar des del 1998 fins al 2002 quan va baixar de categoria. Aquest equip va aconseguir l'ascens l'any 1997 en guanyar la Copa Perú de 1997. Aquest període a la primera divisió va durar des del 1998 fins al 2002. A causa de la tensió financera creada per jugar a la màxima categoria, Juan Aurich de Chiclayo també es va retirar com els seus predecessors.

## Palmarès
- Lliga peruana de futbol:[29]
  - 2011
- Torneigs d'Apertura i Clausura peruans:
  - 2014
- Copa Perú:[30]
  - 1997, 2007